# Taboola
Taboola è un'azienda internazionale di tecnologia pubblicitaria. La società è stata fondata nel 2007 da Adam Singolda e ha sede a New York con azioni quotate al NASDAQ. La piattaforma pubblicitaria dell'azienda fornisce prodotti pubblicitari nativi (o native advertising) su siti Web e dispositivi digitali.

## Storia
L'azienda è stata fondata in Israele e inizialmente forniva raccomandazioni per contenuti video. La sede principale dell'azienda è stata successivamente spostata a New York. Taboola ha raccolto 1,5 milioni di dollari di finanziamenti nel novembre 2007. Ciò è stato seguito da $ 4,5 milioni nel novembre 2008, $ 9 milioni nell'agosto 2011 e 15 milioni di dollari nel febbraio 2013. Nel 2019 è stata utilizzata per fornire 450 miliardi di raccomandazioni al mese, grazie all'adozione da parte dei principali siti Web di notizie, come The Weather Company di proprietà di IBM.
Nel 2014, Taboola ha acquisito una società di pubblicità programmatica con sede in California chiamata Perfect Market. Nel febbraio 2015, Taboola ha raccolto 117 milioni di dollari in un round di finanziamento di serie E. A maggio dello stesso anno, Taboola annunciò un finanziamento aggiuntivo da Baidu per un importo non divulgato. Nel luglio 2016, Taboola ha acquisito ConvertMedia, un motore di suggerimenti per i contenuti video. I termini dell'accordo non sono stati divulgati. Nel gennaio 2017, Taboola ha acquisito una società di personalizzazione di siti Web chiamata Commerce Sciences, per una somma non rivelata.[18] La tecnologia di Commerce Sciences è in grado di rielaborare il layout di un sito Web, a seconda che un utente abbia maggiori probabilità di fare clic su un banner pubblicitario, una newsletter o un video.
Nell'ottobre 2019, Taboola ha annunciato l'intenzione di fondersi con il suo rivale, Outbrain, previa approvazione normativa. Se implementato, l'accordo avrebbe unito le due più grandi società di raccomandazione di contenuti di Internet. L'obiettivo di questa fusione era che le due società raggiungessero un pubblico più vasto per essere più competitive rispetto alle attività pubblicitarie di società come Google e Facebook. Secondo i termini dell'accordo, Taboola avrebbe pagato agli azionisti di Outbrain il 30 percento delle azioni della società combinata e 250 milioni di dollari in contanti.
La forte crisi degli introiti pubblicitari causata dalla pandemia di coronavirus nel 2020 riportò Taboola e Outbrain al tavolo delle trattative. Entrambe le società dichiararono che le loro tariffe pubblicitarie erano diminuite di due cifre all'inizio della pandemia. Il Wall Street Journal riferì che il calo delle entrate rese più difficile per Taboola e Outbrain continuare a effettuare pagamenti fissi agli editori. Nel settembre 2020, Taboola e Outbrain non poterono concordare i termini rivisti e decisero di continuare come organizzazioni indipendenti. La valutazione combinata della fusione annullata sarebbe stata 2 miliardi di dollari.
Il 30 giugno 2021, Taboola ha iniziato a negoziare pubblicamente sul Nasdaq con una valutazione di circa $ 2,6 miliardi a seguito di una fusione con la società di acquisizione per scopi speciali ION Acquisition Corp. Il 23 luglio 2021, Taboola ha annunciato l'acquisizione di Connexity, una società di tecnologia di marketing che gestisce una rete pubblicitaria incentrata sulla vendita al dettaglio e sull'e-commerce, per 800 milioni di dollari da Symphony Technology Group. Secondo l'annuncio, la società sarebbe diventata il braccio di e-commerce di Taboola dopo il completamento dell'acquisizione.
Nel 2022 l'azienda aveva uffici in 22 città nel mondo, con una sede italiana a Milano.
Nel giugno 2022 la società ha annunciato di aver acquisito Gravity R&D, una società di tecnologia di personalizzazione che aveva attirato l'attenzione per aver vinto il primo posto congiunto per il Premio Netflix, una competizione pubblica per trovare una squadra per migliorare l'algoritmo di raccomandazione dei contenuti di Netflix.

## Prodotti e business model
Taboola crea le caselle "Around The Web" (In giro per il Web) e "Recommended For You" (Consigliato per te) nella parte inferiore di molte pagine Web. Inoltre, può consigliare contenuti pertinenti, inclusi contenuti video. Viene utilizzata dagli editori di contenuti per incoraggiare gli utenti a visualizzare più articoli sullo stesso sito o per ottenere entrate per il traffico da referral. I  marketers e i marchi fanno offerte per la visualizzazione dei loro contenuti. Quindi, un algoritmo mostra il contenuto dell'inserzionista a determinati utenti del sito web in base al contenuto che l'utente sta visualizzando, alla lunghezza del contenuto e ai metadati, alla cronologia dell'utente e ad altri fattori. Taboola ha anche strumenti per gli editori per rimuovere i contenuti offensivi e controllare gli annunci prima che vengano visualizzati.
Taboola fornisce circa mezzo milione di consigli sui contenuti ogni secondo. È implementata sui siti Web con JavaScript. La funzione Taboola Choice, introdotta nel 2013, ha aggiunto la possibilità per gli utenti di filtrare le raccomandazioni che non vogliono vedere. A dicembre è stata aggiunta un'API per le app su mobile. Taboola ha iniziato a lavorare per estendere più funzionalità ai dispositivi mobili, ai contenuti generati dagli utenti e alle app nel 2015. Nel 2017, l'azienda ha aggiunto un feed scorrevole simile a quello di Facebook composto da collegamenti ad articoli e video.

### Pubblicità contestuale
Le raccomandazioni di Taboola sono basate su un modello pubblicitario contestuale, piuttosto che su un targeting basato su cookie utilizzato da altre piattaforme pubblicitarie online, come Google e Facebook.

### Prodotti Taboola
| Prodotto         | Dedicato a                       | Descrizione |
| ---------------- | -------------------------------- | --- |
| Taboola Ads      | Pubblicitari/inserzionisti       | La piattaforma pubblicitaria PPC di Taboola che consente agli inserzionisti di eseguire campagne pubblicitarie sui siti degli editori. |
| Taboola Feed     | Editori                          | Sotto il contenuto della pagina principale, Taboola Feed è progettato per emulare l'esperienza di scorrimento dei social network e fornisce "schede" pertinenti agli utenti che presentano un'ampia gamma di tipi di contenuto, inclusi articoli e video sponsorizzati, e moduli di terze parti come il meteo locale.                                                                                       |
| Taboola Widget   | Editori                          | Il classico widget di consigli sui contenuti di Taboola consente agli editori di personalizzare le loro proprietà online, in modo simile a come Amazon e Netflix mostrano i suggerimenti ai propri utenti. Gli editori possono utilizzare il widget Taboola per promuovere ai propri lettori contenuti sia organici che sponsorizzati, aumentando contemporaneamente il coinvolgimento e la monetizzazione. |
| Taboola Smartbid | Pubblicitari/inserzionisti       | Smartbid è un motore di offerta semi-autonomo basato sul deep learning, progettato per trovare e focalizzarsi sulle impressioni che hanno maggiori probabilità di generare conversioni per l'inserzionista. |
| Taboola Newsroom | Editori                          | Dashboard di analisi per aiutare i team editoriali a prendere decisioni informate e aumentare il numero di lettori. |
| Taboola News     | Produttori di dispositivi mobili | App distribuita su nuovi dispositivi che fornisce contenuti di notizie gratuiti alimentati da Taboola. |
| Homepage for You | Editori                          | Consente agli editori di utilizzare l'IA per offrire contenuti personalizzati in base agli interessi dei lettori, con l'obiettivo di catturare meglio l'attenzione e aumentare il coinvolgimento. |